# ایه‌رو
ایه‌رو (اسپانیایی: El Hierro‎) کوچک‌ترین، غربی‌ترین و جنوبی‌ترین جزیره از جزایر قناری در اقیانوس اطلس است.این سرزمین ۲۶۸٬۷۱ کیلومتر مربع مساحت و تا سال ۲۰۰۳، ۱۰٬۱۶۲ نفر جمعیت داشت.

## آب و هوا
این اطلاعات از فرودگاه ال ایه‌رو استخراج شده است:
| داده‌های اقلیم فرودگاه ال ایه‌رو                                             | داده‌های اقلیم فرودگاه ال ایه‌رو | داده‌های اقلیم فرودگاه ال ایه‌رو | داده‌های اقلیم فرودگاه ال ایه‌رو | داده‌های اقلیم فرودگاه ال ایه‌رو | داده‌های اقلیم فرودگاه ال ایه‌رو | داده‌های اقلیم فرودگاه ال ایه‌رو | داده‌های اقلیم فرودگاه ال ایه‌رو | داده‌های اقلیم فرودگاه ال ایه‌رو | داده‌های اقلیم فرودگاه ال ایه‌رو | داده‌های اقلیم فرودگاه ال ایه‌رو | داده‌های اقلیم فرودگاه ال ایه‌رو | داده‌های اقلیم فرودگاه ال ایه‌رو | داده‌های اقلیم فرودگاه ال ایه‌رو |
| ماه                                                                        | ژانویه                         | فوریه                          | مارس                           | آوریل                          | مه                             | ژوئن                           | ژوئیه                          | اوت                            | سپتامبر                        | اکتبر                          | نوامبر                         | دسامبر                         | سال                            |
| -------------------------------------------------------------------------- | ------------------------------ | ------------------------------ | ------------------------------ | ------------------------------ | ------------------------------ | ------------------------------ | ------------------------------ | ------------------------------ | ------------------------------ | ------------------------------ | ------------------------------ | ------------------------------ | ------------------------------ |
| سابقهٔ بیش‌ترین °C (°F)                                                      | ۲۸٫۵ (۸۳)                      | ۲۹٫۴ (۸۵)                      | ۳۲٫۶ (۹۱)                      | ۳۳٫۲ (۹۲)                      | ۳۱٫۴ (۸۹)                      | ۳۲٫۰ (۹۰)                      | ۳۲٫۴ (۹۰)                      | ۳۳٫۸ (۹۳)                      | ۳۳٫۳ (۹۲)                      | ۳۴٫۲ (۹۴)                      | ۳۲٫۴ (۹۰)                      | ۲۸٫۳ (۸۳)                      | ۳۴٫۲ (۹۴)                      |
| میانگین بیش‌ترین °C (°F)                                                    | ۲۰٫۹ (۷۰)                      | ۲۰٫۸ (۶۹)                      | ۲۱٫۴ (۷۱)                      | ۲۱٫۶ (۷۱)                      | ۲۲٫۶ (۷۳)                      | ۲۴٫۰ (۷۵)                      | ۲۵٫۰ (۷۷)                      | ۲۶٫۱ (۷۹)                      | ۲۶٫۵ (۸۰)                      | ۲۵٫۶ (۷۸)                      | ۲۳٫۷ (۷۵)                      | ۲۲٫۲ (۷۲)                      | ۲۳٫۴ (۷۴)                      |
| میانگین روزانه °C (°F)                                                     | ۱۸٫۸ (۶۶)                      | ۱۸٫۶ (۶۵)                      | ۱۹٫۰ (۶۶)                      | ۱۹٫۳ (۶۷)                      | ۲۰٫۳ (۶۹)                      | ۲۱٫۷ (۷۱)                      | ۲۲٫۸ (۷۳)                      | ۲۳٫۷ (۷۵)                      | ۲۴٫۱ (۷۵)                      | ۲۳٫۳ (۷۴)                      | ۲۱٫۶ (۷۱)                      | ۲۰٫۰ (۶۸)                      | ۲۱٫۱ (۷۰)                      |
| میانگین کم‌ترین °C (°F)                                                     | ۱۶٫۶ (۶۲)                      | ۱۶٫۴ (۶۲)                      | ۱۶٫۷ (۶۲)                      | ۱۷٫۰ (۶۳)                      | ۱۷٫۹ (۶۴)                      | ۱۹٫۳ (۶۷)                      | ۲۰٫۵ (۶۹)                      | ۲۱٫۳ (۷۰)                      | ۲۱٫۷ (۷۱)                      | ۲۰٫۹ (۷۰)                      | ۱۹٫۵ (۶۷)                      | ۱۷٫۸ (۶۴)                      | ۱۸٫۸ (۶۶)                      |
| سابقهٔ کم‌ترین °C (°F)                                                       | ۸٫۰ (۴۶)                       | ۹٫۰ (۴۸)                       | ۹٫۲ (۴۹)                       | ۱۰٫۰ (۵۰)                      | ۱۰٫۰ (۵۰)                      | ۱۰٫۰ (۵۰)                      | ۱۴٫۰ (۵۷)                      | ۱۴٫۲ (۵۸)                      | ۱۵٫۲ (۵۹)                      | ۱۱٫۰ (۵۲)                      | ۱۲٫۰ (۵۴)                      | ۹٫۶ (۴۹)                       | ۸٫۰ (۴۶)                       |
| بارندگی میلی‌متر (اینچ)                                                     | ۲۸ (۱٫۱)                       | ۲۹ (۱٫۱۴)                      | ۲۰ (۰٫۷۹)                      | ۱۴ (۰٫۵۵)                      | ۲ (۰٫۰۸)                       | ۱ (۰٫۰۴)                       | ۰ (۰)                          | ۰ (۰)                          | ۲ (۰٫۰۸)                       | ۱۲ (۰٫۴۷)                      | ۲۶ (۱٫۰۲)                      | ۳۳ (۱٫۳)                       | ۱۷۰ (۶٫۶۹)                     |
| میانگین روزهای بارندگی (≥ ۱.۰ mm)                                          | ۳                              | ۲                              | ۳                              | ۱                              | ۰                              | ۰                              | ۰                              | ۰                              | ۰                              | ۲                              | ۲                              | ۴                              | ۱۹                             |
| درصد رطوبت                                                                 | ۷۴                             | ۷۶                             | ۷۴                             | ۷۴                             | ۷۴                             | ۷۵                             | ۷۷                             | ۷۸                             | ۷۷                             | ۷۶                             | ۷۴                             | ۷۴                             | ۷۵                             |
| میانگین روزانه ساعت‌های تابش آفتاب                                          | ۱۴۰                            | ۱۵۸                            | ۱۸۴                            | ۱۹۷                            | ۲۳۳                            | ۲۲۹                            | ۲۱۰                            | ۲۳۴                            | ۲۱۰                            | ۱۸۹                            | ۱۵۷                            | ۱۴۳                            | ۲٬۳۳۹                          |
| منبع شماره ۱: Agencia Estatal de Meteorología (normals 1981–2010)          |                                |                                |                                |                                |                                |                                |                                |                                |                                |                                |                                |                                |                                |
| منبع شماره ۲: Agencia Estatal de Meteorología (extremes only 1973–present) |                                |                                |                                |                                |                                |                                |                                |                                |                                |                                |                                |                                |                                |